# 昭和摩登
昭和摩登（日语：昭和モダン）指的是昭和时代初期（20世纪30年代）百花齐放、日本与西洋呈现融合盛况的市民文化气象；现在也包括了大正浪漫时期（1920年）之后的社会格局。
昭和时代分为第二次世界大战之前和战后两阶段，昭和摩登则属于战前这一部分。

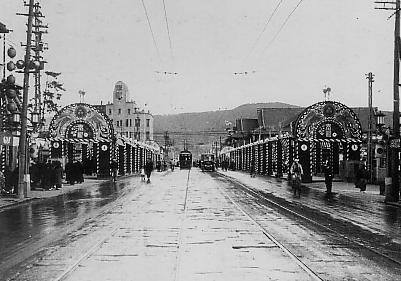
1928年淡交社下属的京都百年全景馆所拍摄的昭和天皇即位典礼照片

## 历史

### 第一次世界大战之后
1926年，昭和元年拉开序幕。作为第一次世界大战的战胜国与亚洲唯一的发达国家与独立国家，日本以东京、横滨、大阪和神户等城市为中心，正式开始建设消费型社会。欧美一众企业闻风而来，纷纷向蓬勃发展的日本市场进军。
与此同时，1910年前后在欧洲兴起的新艺术凭借装饰艺术等功能与美丽的外观样式打开了日本市场。其中包括法国香颂和美国爵士乐，而查尔斯顿和卡洛斯·加尔德尔演奏的阿根廷探戈歌曲等大众音乐也随着留声机和广播等普及而变得家喻户晓。好莱坞电影这时也迎来开创时期，这也让美国电影产业得以进军日本。同期，卓别林也曾到访日本。电影技术的革新与进步也在这个时期得以显现，无声电影有声化的过渡就是一个好的例子。这样一来，在文艺两界百花齐放的当时，很多优秀的音乐家、演员和歌手都在日本收到了广泛的欢迎。山田耕筰在拉赫马尼诺夫抵达日本时亲自迎接。

### 国内风气
在吸收欧美的外来文化的情况下，日本也以大城市为中心，诞生了一大批西洋与日本交融的文化。
竹久梦二的美人画和高田華宵的美少年、美少女有关插画继大正时代之后，重又获得了非常高的人气。日本国民的高识字率也让北原白秋和西条八十等人所做的抒情诗被改编成了民谣，为人传唱。《改造》《国王》《文艺春秋》等综合杂志和岩波文库、圆本等廉价书籍也一并出现，进一步让大众收到了简单良好的教育。
川端康成和横光利一所引领的新感觉派文学协同吉川英治、中里介山代表的大众文学也接踵而至。新青年杂志中江户川乱步与梦野久作连载的一系列怪异幻想小说风靡全国，而日夏耿之介的横贯东西、连通古今的怪奇作品也开始走红。黄金蝙蝠、小福、小白、少年侦探团等一系列儿童指向型作品也盛极一时。
除此之外，以岚宽寿郎、大河内传次郎、阪东妻三郎为代表的时代影星开始出现，音乐方面也涌现了服部良一、古贺政男和中山晋平等作曲家和藤山一郎、东海林太郎等歌手。川畑文子、贝蒂稻田、巴基白片等日裔美国人从夏威夷将正宗的爵士乐带回日本，这也是这个时代的特征。
此外，各地陆续建立起大剧场，如东洋剧场、日本剧场、东京剧场、宝冢大剧场、东京宝冢剧场和日比谷电影剧场等。

### 新的生活

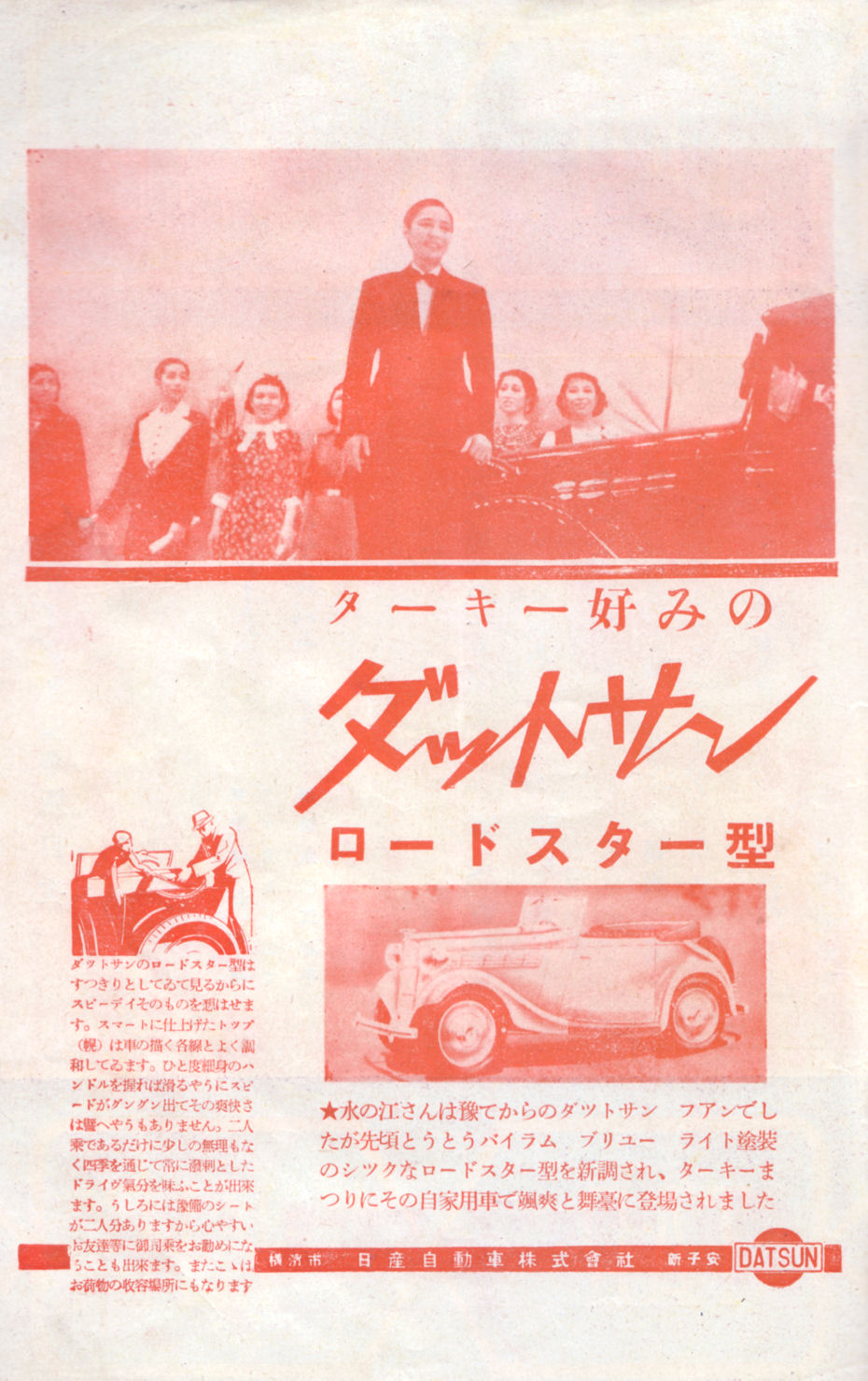
水中河童的广告

生活方式也发生了明显的变化。第16届众议院议员总选举起，女性的服装逐渐从和服转变为西装，同时也有人剪了短发，戴有帽子——这是由勤务人员开始的。之后，城市里陆续出现女打字员、女服务员、女售票员等职业女性；穿着最先进的西装的往往被叫做“摩登女孩”，而男性也同样有“摩登男士”的称号。
为了方便更多市民，铁路公司沿线陆续开始修建有住宅。在那里生活的人可以通过火车站的百货店或者自驾在休息日前往购物，这时也让中产阶级的生活变得普遍了起来。在铁路沿线开发的过程中，阪急电铁的小林一三、东武铁道的根津嘉一郎二人所规划的近代田园城市建设也十分有名。甲子园球场也正是在这时面向大众开放的。
这一时代内，阪急百货店作为全世界第一家站内百货店开业；同期开业的还有三越百货店和大丸百货店。市中心陆续开始修建地铁。日本第一条地铁“东京地铁道（今银座线）”于1927年通车；6年之后，大阪地铁御堂筋线通车。
留洋归来的实业家们陆续创立了西餐店。咖啡厅非常受单身男性欢迎，而咖喱饭、炸猪排和蛋包饭也正是在这时变得流行的。除此之外，森永牛奶焦糖、三矢汽水和速溶咖啡也逐渐被人们欢迎。
这一时代的现代主义建筑还有旧山邑家住宅、甲子园酒店等。

## 昭和摩登的终结
五·一五事件和二·二六事件之后，军部陆续掌管政权，政党政治也随之于20世纪30年代后半宣告结束。
1937年，中日战争爆发，国际关系日趋紧张；同年，《国家总动员法》颁布。1938年，1940年东京奥运会被宣布取消。1939年，第二次世界大战正式爆发。自此之后，文化逐渐被视为“软弱无能的象征”，完全“不利于新体制发展”，从而最终被排斥。1941年，日本对英美等国宣战；自此，昭和摩登时期结束。